# Karel Mucha
Karel Mucha (1896 Humpolec – 29. července 1962 Ostrov-Vykmanov) byl český podnikatel odsouzený v politickém procesu k trestu odnětí svobody ve výši 20 let.

## Životopis
Narodil se v roce 1896 v Humpolci do obchodnické rodiny. Jeho otec ve městě provozoval obchod s klobouky, který později převzal Karlův bratr. 
Později se přestěhoval do Ledče na Sázavou. V roce 1923 založil v domě na ledečském Husově náměstí živnost „Sukna a látky Karel Mucha”. S manželkou Růženou, kterou si vzal v roce 1928, se mu narodily tři dcery – Hana (* 1929), Irena (* 1930) a Eva (* 1931).

### Po únoru 1948
Po komunistickém převratu byl jeho obchod v lednu 1949 začleněn do národního podniku Textilia a přejmenován na prodejnu TEP. Mucha nicméně působil v prodejně jako vedoucí, zatímco jeho žena Růžena v něm pracovala jako prodavačka.

#### Zatčení a soudní proces
V březnu 1951 byl náhle zatčen a celá rodina byla postupně převezena do krajské věznice v Jihlavě. V dubnu 1951 jej prokuratura obviňovala z přechovávání množství textilního zboží, papíru, lihovin, mýdla, tuku, sýra, obilí, medu, papíru a mouky v celkové hodnotě 20 000 Kčs. Mucha jej měl ukrývat na různých místech v domě, hlavně ve sklepě a na půdě. V květnu 1951 byl s Muchou zahájen soudní proces v letním sále místního penzionu. Proces byl dostupný široké veřejnosti a na jeho sledování byly prodávány vstupenky. Proces sledovalo na místě podle pozdějších záznamů asi tisíc osob. Podle obžaloby držené zboží nenahlásil a nenabídl k výkupu národnímu podniku. Soud Máchu odsoudil za trestné činy ohrožení zásobování, sabotáže a zkrácení daně k trestu odnětí svobody ve výši 20 let, ztrátě občanských práv, doživotnímu zákazu podnikání a propadnutí veškerého majetku. Soudce Šember jej označil vinným „z nepřátelství k lidově demokratickému zřízení v úmyslu mařit budování socialismu.“ V srpnu 1951 verdikt potvrdil Krajský soud v Jihlavě.

#### Po soudním procesu
Vězněn byl nejprve ve věznici v Chebu, později ve Věznici na Borech.
Dcera Irena byla po otcově odsouzení vyloučena z vysoké školy, sestra Hana ztratila své zaměstnání. Obě poté začaly pracovat jako dělnice ve skladu v národním podniku Medika. Dcera Eva byla z vysoké školy vyloučena v roce 1952, poté začala pracovat v chemickém závodu v Uhříněvsi.
V roce 1953 byla Muchovi délka trestu díky amnestii snížena na necelých 12 let. Muchovy dcery opakovaně žádaly prezidenta Antonína Zápotockého o milost. Dcera Irena dokonce předala dopis se žádostí o milost prezidentovi Zápotockému osobně na Filmovém festivalu. Všechny žádosti ale byly zamítnuty. V roce 1957 mohla vůbec poprvé Muchu ve věznici rodina navštívit. Krátce předtím bylo navrhnuto Muchovo podmínečné propuštění, které ale bylo zamítnuto národním výborem v Ledči. Na začátku 60. let byl převezen do věznice ve Vykmanově. Jeho zdravotní stav se v té době výrazně zhoršoval. V červenci 1962 Mucha ve věznici zemřel, trest mu přitom měl vypršet již v listopadu téhož roku.
Po sametové revoluci byl v roce 1990 rehabilitován. V restitučním řízení byl poté rodině navrácen majetek. V říjnu 2021 byla v jeho obchodě na ledečském náměstí instalována pamětní deska.